# René Le Corre
Pour les articles homonymes, voir Le Corre.
René Le Corre est un poète français né le 12 mars 1923 à Pouldreuzic en Bretagne (Finistère) où il meurt le 5 mai 2021.
Ancien professeur de philosophie, il publie une œuvre ample, un « chant du monde » puissant et pudique. Il est membre du collectif Les Plumes du paon, qui vise à promouvoir la production littéraire du Pays Bigouden.

## Pour approfondir